# Nicolas Janny
Nicolas Janny, né le 19 mars 1749 à Metz et mort le 6 février 1822 à Remiremont, est un prêtre, pédagogue et grammairien français. Il fut le premier principal du collège de Remiremont.

## Postérité
Une statue à sa mémoire a été élevée en 1906 à Remiremont, dans l'enceinte de l'ancien collège de la rue des Prêtres.
Une rue de Remiremont porte son nom.